# روبي براف
روبي براف (بالإنجليزية: Ruby Braff)‏ هو عازف جاز أمريكي، ولد في 16 مارس 1927 في بوسطن في الولايات المتحدة، وتوفي في 9 فبراير 2003.

## وصلات خارجية
- روبي براف على موقع IMDb (الإنجليزية)
- روبي براف على موقع ميوزك برينز (الإنجليزية)
- روبي براف على موقع أول ميوزيك (الإنجليزية)
- روبي براف على موقع ديسكوغز (الإنجليزية)